# Oblik vode (2017.)
Oblik vode (eng. The Shape of Water) je američka fantastična drama iz 2017. godine čiji je redatelj Guillermo del Toro, a scenaristi del Toro i Vanessa Taylor. U filmu su glavne uloge ostvarili Sally Hawkins, Michael Shannon, Richard Jenkins, Doug Jones, Michael Stuhlbarg i Octavia Spencer. Radnjom smještena u Baltimore 1962. godine, priča prati nijemu čistačicu zaposlenu u oštro čuvanom vladinom laboratoriju u kojem se sprijatelji sa zarobljenim humanoidnim vodozemcem.
Film je premijerno prikazan na filmskom festivalu u Veneciji 31. kolovoza 2017. godine gdje je osvojio nagradu Zlatni lav za najbolji film. Također je prikazan i na filmskom festivalu u Torontu. Pobrao je hvalospjeve gledatelja i kritike diljem svijeta, poglavito za glumačka ostvarenja, scenarij, režiju, produkciju, dizajn i glazbu. Mnogi kritičari proglasili su ga najboljim del Torovim filmom još od njegovog Panovog labirinta.
U ograničenu kino distribuciju film Oblik vode krenuo je 1. prosinca 2017. godine u dva kina u New Yorku, prije nego što je tjedan dana kasnije započeo sa službenom kino distribucijom, 8. prosinca. Do danas je sveukupno utržio preko 74 milijuna dolara na svjetskim kino blagajnama. U Hrvatskim kinima film se započeo prikazivati 1. veljače 2018. godine, a u prvom vikendu prikazivanja pogledalo ga je 8.038 ljudi. Dana 27. veljače 2018. godine u prodaju je puštena književna adaptacija filma čiji su autori del Toro i Daniel Kraus.
Američki filmski institut proglasio je Oblik vode jednim od 10 najboljih filmova 2017. godine. Sam film nominiran je u čak 13 kategorija za prestižnu nagradu Oscar uključujući one za najbolji film, režiju, originalni scenarij, glavnu glumicu (Hawkins), sporednog glumca (Jenkins) i sporednu glumicu (Spencer). Od sveukupno sedam nominacija, film je osvojio dvije nagrade Zlatni globus u kategorijama najboljeg redatelja i najbolje originalne glazbe, a također je nominiran i u 12 kategorija za prestižnu britansku nagradu BAFTA, uključujući onu za najbolji film godine.

## Radnja
Elisa Esposito (Hawkins), u djetinjstvu pronađena s tajanstvenim ožiljcima oko svojeg vrata, nijema je i s ljudima komunicira koristeći se jezikom gluhonijemih. Živi sama u stanu smještenom iznad kino dvorane, a zaposlena je u tajnom vladinom laboratoriju u Baltimoreu tijekom hladnog rata 1962. godine. Njezino jedino dvoje prijatelja su susjed Giles, homoseksualac i marketinški ilustrator te kolegica Zelda (Spencer), Afroamerikanka koja često umjesto nje komunicira s njihovim nadređenima.
Uskoro u laboratorij, u velikom spremniku, dolazi neobično biće koje je pukovnik Richard Strickland (Shannon) uhvatio u rijeci u Južnoj Americi. Znatiželjna Elisa otkriva da je biće zapravo humanoidni vodozemac (Jones) te ga u tajnosti započinje posjećivati. Nakon nekog vremena između njih dvoje razvije se blizak odnos.
U nastojanju da ga iskoristi kao potencijalnu prednost u svemirskoj utrci, general Frank Hoyt (Searcy) naređuje Stricklandu da izvrši vivisekciju nad bićem. Tome se snažno protivi znanstvenik Robert Hoffstetler (Stuhlbarg), tajni sovjetski špijun, koji na sve načine pokušava biće održati na životu radi daljnjih istraživanja, premda mu istovremeno njegovi nadređeni također zapovijedaju da ga ubije. Elisa saznaje za američke planove u vezi bića te uspijeva nagovoriti Gilesa da joj pomogne osloboditi ga. Hoffstetler otkrije Elisin plan i odlučuje joj pomoći u njezinom naumu. Igrom slučaja i Zelda postane umiješana u cijelu priču oko spašavanja koje završava uspjehom.
Elisa drži biće u kadi u svojem stanu, koristeći razne kemikalije koje joj je prokrijumčario Hoffstetler te u sljedećih nekoliko dana planirajući pustiti biće na potpunu slobodu u obližnjem kanalu kada se kanal spoji s oceanom. Za to vrijeme Strickland pokušava odgonetnuti što se dogodilo s bićem te ispituje Elisu i Zeldu, ali neuspješno. U stanu, Giles otkriva da je biće pojelo jednu od njegovih mački te u strahu agresivno reagira i prema Gilesu, ranivši ga u ruku i pobjegavši iz stana. Biće uspijeva doći do kino dvorane ispod stana gdje ga Elisa pronalazi i vraća u svoju kupaonicu. Biće dodiruje Gilesa po njegovoj ćelavoj glavi i ranjenoj ruci, a sljedećeg jutra Giles otkriva da mu je kosa ponovno počela rasti, a ruka potpuno zacijelila. Elisa i biće uskoro postanu romantično povezani, vodeći ljubav u kupaonici koju ona za njega u potpunosti poplavi.
U međuvremenu Hoyt daje ultimatum Stricklandu da pronađe biće u roku od 36 sati. Istovremeno, Hoffstetlerovi nadređeni obavještavaju ga da će ga izvući u roku od dva dana. Kako se dan puštanja bića na slobodu kroz kanal približava, njegovo zdravstveno stanje se počinje pogoršavati. Kada se Hoffstetler ode naći sa svojim nadređenima, Strickland ga prati. Rusi pucaju na Hoffstetlera, ali prije nego što ga uspijevaju dokrajčiti, Strickland ih ubija te nakon toga muči Hoffstetlera kako bi došao do vrijednih informacija. Prije smrti od zadobivenih rana, Hoffstetler razotkriva Elisu i Zeldu. Strickland nakon toga dolazi do Zeldine kuće gdje prijeti njoj i njezinom prestrašenom suprugu koji u konačnici otkriva da Elisa skriva biće u svojem stanu. Strickland pretražuje Elisin stan te pronalazi kalendar na kojem je jasno napisano gdje je odvela biće.
Kod kanala se Elisa i Giles opraštaju s bićem, ali Strickland uspijeva stići i napasti ih. Biće ipak uspijeva izliječiti samo sebe (nakon što ga je Strickland pogodio s par metaka) te ubija Stricklanda. U tim trenucima stiže Zelda s policijom, a biće uzima Elisu i s njom skače u kanal gdje ju uspijeva izliječiti, a njezine ožiljke na vratu transformirati u škrge. U završnoj naraciji, Giles izražava svoje vjerovanje da su Elisa i biće "živjeli sretno do kraja njihovih života".

## Glumačka postava
- Sally Hawkins kao Elisa Esposito
- Michael Shannon kao pukovnik Richard Strickland
- Richard Jenkins kao Giles
- Doug Jones kao biće
- Michael Stuhlbarg kao Dr. Robert Hoffstetler/Dimitri Antonovich Mosenkov
- Octavia Spencer kao Zelda Delilah Fuller
- Nick Searcy kao general Frank Hoyt
- David Hewlett kao Fleming
- Lauren Lee Smith kao Elaine Strickland
- Morgan Kelly kao konobar

## Produkcija
Ideja za film Oblik vode rodila se 2011. godine tijekom zajedničkog doručka del Tora i Daniela Krausa s kojim je del Toro kasnije napisao knjigu Trollhunters. Film sadržava sličnosti s kratkim igranim filmom The Space Between Us iz 2015. godine te s romanom Mrs. Caliban autorice Rachel Ingalls. Glavnu inspiraciju za priču del Toro je pronašao u uspomenama iz vlastitog djetinjstva kada je gledao film Stvorenje iz Crne lagune, ali je za razliku od tog filma ovdje želio da romantika između čudovišta i lik Julie Adams sretno završi. Kada se nalazio u razgovorima s čelnicima Universala u vezi režije potencijalnog remakea filma Stvorenje iz Crne lagune, del Toro je pokušao dogovoriti snimanje verzije filma iz perspektive bića, a u kojoj bi biće na kraju završilo s glavnom glumicom; čelnici studija odbili su takav koncept.
Del Toro je radnju filma postavio tijekom hladnog rata 1960-ih godina kako bi stvorio kontru današnjim napetostima uz izjavu: "Ako kažem da se radnja odvija nekada davno 1962. godine, to postaje bajka za ta problematična vremena. Ljudi se mogu puno više opustiti i pogledati priču, poslušati likove i razgovarati o problemima, a ne o okolnostima tih problema".
Snimanje filma započelo je 15. kolovoza 2016. godine u Hamiltonu (Ontario) i trajalo je sve do 6. studenog iste godine. Glazbu za film skladao je Alexandre Desplat.
U intervjuu o filmu za IndieWire, del Toro je rekao: "Za mene je ovo film iscjeljenja... U devet dosadašnjih filmova stavio sam reference na strahove i snove iz vlastitog djetinjstva, ali ovo je prvi put da se obraćam publici kao odrastao čovjek i to o nečemu što me zabrinjava kao odraslog čovjeka. Govorim o povjerenju, seksu, ljubavi i putu gdje idemo kao ljudska rasa. Ovo nisu stvari koje su me mučile dok sam imao sedam ili devet godina".

## Priznanja

### Zarada na kino blagajnama
Do danas je film Oblik vode u američkim i kanadskim kinima utržio 46,3 milijuna dolara te dodatnih 20,7 milijuna dolara u ostatku svijeta čime njegov sveukupni box-office rezultat trenutno iznosi 67 milijuna dolara.
Nakon što je u prva tri tjedna u ograničenoj kino distribuciji utržio 4,6 milijuna dolara, dana 22. prosinca 2017. film je započeo sa širokom kino distribucijom istovremeno kad i filmovi Downsizing, Pitch Perfect 3, Father Figures te Prijelomni čas. U 726 kina film je zaradio 3 milijuna dolara, a 4,4 milijuna dolara ako se uračunava četverodnevno kino otvaranje koje uključuje i Božić. Sljedećeg vikenda film je zaradio 3,5 milijuna dolara. U vikendu 27. siječnja 2018. godine, nakon što je dobio 13 nominacija za prestižnu nagradu Oscar, distribucija filma proširena je na preko tisuću kina (sveukupno 1854 kino dvorane) te je zaradio 5,9 milijuna (porast od 171% u odnosu na prethodni vikend) te završio na osmom mjestu gledanosti.

### Kritike
Na popularnoj internetskoj stranici koja se bavi prikupljanjem filmskih kritika, Rotten Tomatoes, film Oblik vode ima 92% pozitivnih ocjena temeljenih na 290 zaprimljenih tekstova uz prosječnu ocjenu 8.4/10. Zajedničko mišljenje kritičara te stranice glasi: "Oblik vode je del Torov vizualno najbolji film, a emotivno upijajuću priču u život dovodi fantastična Sally Hawkins". Na drugoj internetskoj stranici koja se također bavi prikupljanjem filmskih kritika, Metacritic, film ima prosječnu ocjenu 86/100 temeljenu na 51 kritici. Prema CinemaScoreu, publika ispod 40 godina života dala je filmu ocjenu "+5" ili "5", dok su oni iznad 40 godina života film ocijenili s peticom ili "-5" (na ljestvici od 1 do +5). ComScore je izvijestio da je publika u prosjeku filmu dana pozitivnu ocjenu u preko 80% slučajeva.
Ben Croll iz IndieWirea dao je filmu peticu i prozvao ga "jednim od del Torovih najuspješnijih filmova... Također se radi i o moćnoj viziji kreativnog majstora koja se doima potpuno slobodnom". Pišući za Rolling Stone, Peter Travers dao je filmu tri i pol od četiri zvjezdice nahvalivši Hawkinsinu glumu, fotografiju i del Torovu režiju uz opasku: "Premda film zaranja u mučenje i tragediju, jezgra odnosa između dvoje neobičnih ljubavnika uspijeva nas održati njihovim zatočenicima. Del Toro je filmski umjetnik svjetske klase. Nema smisla analizirati kako mu to uspijeva".
Haley Bennett je u novinama Minnesota Daily također reagirala pozitivno na film: "Oblik vode sadržava razinu nježnosti koja je neuobičajena za del Torove filmove... Premda sam film nije revolucionaran, svejedno je elegantan i očaravajući". Suprotno tome, Rex Reed iz New York Observera dao je filmu negativnu kritiku, ocijenio ga čistom jedinicom i prozvao "zatupljujućim i napornim".

#### Razne liste najboljih filmova
Film Oblik vode našao se na listama najboljih filmova 2017. godine mnogih kritičara:
- 1. – Anne Thompson, IndieWire
- 1. – Kenneth Turan, Los Angeles Times
- 1. – Sasha Stone, Awards Daily
- 1. – Drew McWeeny, The Tracking Board
- 1. – Nicholas Barber, BBC
- 1. – Mike Scott, The Times-Picayune
- 1. – James Verniere, Boston Herald
- 1. – Borys Kit, The Hollywood Reporter
- 1. – Marjorie Baumgarten & Steve Davis, Austin Chronicle
- 1. – Joe Morgenstern, The Wall Street Journal
- 2. – David Rooney, The Hollywood Reporter
- 2. – Mark Olsen, Los Angeles Times
- 3. – Sheri Linden, The Hollywood Reporter
- 3. – Matthew Jacobs, The Huffington Post
- 3. – E. Oliver Whitney, ScreenCrush
- 3. – Alonso Duralde, TheWrap
- 4. – Pete Hammond, Deadline.com
- 4. – Brian Tallerico, RogerEbert.com
- 4. – Chris Bumbray, JoBlo.com
- 5. – Marc Savlov, Austin Chronicle
- 5. – James Berardinelli, Reelviews
- 5. – Christoper Orr, The Atlantic
- 5. – Gregory Ellwood, Indiewire
- 5. – Peter Hartlaub, San Francisco Chronicle
- 6. – Kimber Myers, Indiewire
- 6. – People
- 6. – Corben Carpenter, CRBN BLOG
- 7. – The Guardian
- 7. – Peter Debruge, Variety
- 7. – Peter Travers, Rolling Stone
- 8. – Peter Howell, Toronto Star
- 9. – Steve Erickson, RogerEbert.com
- 9. – Stephen Whitty, The Star-Ledger
- 9. – Ryan Oliver, Indiewire
- 10. – Danny Bowes, RogerEbert.com
- 10. – Paste
- Top 10 (po abecednom redu) –  IGN
- Top 10 (po abecednom redu) –  Ty Burr, The Boston Globe
- Top 10 (po abecednom redu) –  Moira Macdonald, Seattle Times
- Top 10 (po abecednom redu) –  Walter Addiego, San Francisco Chronicle
- Top 10 (po abecednom redu) –  Calvin Wilson, St. Louis Post-Dispatch
- Najbolji filmovi iz 2017. (po abecednom redu) – Newsweek

## Vanjske poveznice
- Oblik vode u internetskoj bazi filmova IMDb-a
- Oblik vode na Rotten Tomatoes